# La verge roja
La verge roja (títol original en castellà, La virgen roja; també coneguda amb el títol provisional de  Hildegart) és una pel·lícula hispanoestatunidenca de drama històric i psicològic de 2024, dirigida per Paula Ortiz i escrita per Eduard Solà i Clara Roquet. És protagonitzada per Najwa Nimri i Alba Planas com a Aurora i Hildegart, respectivament, al costat d'Aixa Villagrán, Patrick Criado i Pepe Viyuela. Es va estrenar el 21 de setembre de 2024 al Festival Internacional de Cinema de Sant Sebastià. S'ha doblat i subtitulat al català.

## Sinopsi
Concebuda i criada per la seva mare Aurora (Najwa Nimri) en el seu projecte per a donar a llum a la dona del futur, Hildegart (Alba Planas), de 18 anys i ja una ment brillant i reconeguda experta europea en sexualitat femenina, intenta alliberar-se de les urpes de l'Aurora mentre va coneixent a Abel Vilella, la qual cosa enfronta a mare i filla en una fatídica nit de 1933.

## Repartiment
- Najwa Nimri com a Aurora[5]
- Alba Planas com a Hildegart[5]
- Aixa Villagrán com a Macarena[6]
- Patrick Criado com a Abel Vilella[6]
- Pepe Viyuela com a Eduardo de Guzmán[6]
- Ainet Jounou com a Hildegart (petita)

## Producció
La idea sobre la pel·lícula va néixer el 2017, quan la productora de l'obra, María Zamora, va descobrir la història d'Aurora i Hildegart Rodríguez Carballeira a través d'un article d'una revista i va decidir fer una pel·lícula sobre ella, contractant als guionistes Eduard Solà i Clara Roquet, al costat dels qui estava treballant a Liberdad, per a desenvolupar-la. La directora Paula Ortiz, qui Zamora va decidir que "podia ser [l'opció] perfecta" per a dirigir la pel·lícula, va acceptar immediatament la proposta, havent conegut el personatge de Hildegart i centrat part de les seves tesis de fi de carrera en ella, a més de fer treballs sobre el personatge en col·laboració amb la Universitat de Barcelona. Encara que al principi Zamora va aconseguir obtenir finançament per al projecte de forma més tradicional, va considerar que el pressupost de la cinta era inferior al necessari i va oferir el projecte a Prime Vídeo durant una conversa sobre altres projectes, el qual va entusiasmar a la plataforma.
La pel·lícula va ser anunciada per primera vegada a l'abril de 2023, durant l'esdeveniment Prime Vídeo Presents España d'Amazon Prime Video, amb el títol de Hildegart, sent descrita com una mescla de «drama històric, romanç, suspens i un toc de crim real». El 14 de juny de 2023 es va confirmar que el repartiment de la pel·lícula estaria format per Najwa Nimri, Alba Planas, Patrick Criado, Aixa Villagrán i Pepe Viyuela. El rodatge va tenir lloc entre juliol i agost de 2023 a Madrid i la producció va concloure el 19 d'agost de 2023, incloent entre els seus punts de rodatge el Palau de les Corts, la Porta del Sol i l'Ateneu de Madrid.
Quan es va confirmar l'estrena de la pel·lícula en cinemes, es va revelar també que el seu títol havia canviat de Hildegart a La verge roja; segons Zamora, La verge roja era en realitat el primer títol de la pel·lícula i durant el rodatge havia estat canviat a Hildegart a petició d'Amazon Prime Video, per evitar confusions amb la seva sèrie Reina Roja, però després va ser tornat a canviar al títol original durant la postproducció quan els productors es van adonar que era molt potent.

## Estrena i màrqueting
Al principi, quan encara es deia Hildegart, es va dir que la pel·lícula era una original d'Amazon Prime Video, sense confirmació de si s'estrenaria en cinemes o no, encara que sí que es va estimar que la seva estrena arribaria el 2024. Al juny de 2024, juntament amb el canvi de nom, es va anunciar que la pel·lícula s'estrenaria en cinemes d'Espanya al setembre de 2024, amb distribució d'Elastica Films, abans de la seva estrena en streaming a Prime Video. Al juliol de 2024, Elastica va llançar el tràiler de la pel·lícula i va concretar la seva estrena en cinemes per al 27 de setembre de 2024. Aquell mateix mes, es va confirmar que la pel·lícula tindria la seva estrena mundial al Festival Internacional de Cinema de Sant Sebastià, el qual va tenir lloc el 21 de setembre de 2024.